# Microgonia phyllata
Microgonia phyllata là một loài bướm đêm trong họ Geometridae.